# フォーリン・イン・ラヴ (ハミルトン、ジョー・フランク&レイノルズの曲)
「フォーリン・イン・ラヴ」 (Fallin' in Love) は、ハミルトン、ジョー・フランク&レイノルズが1975年に発表した楽曲。全米1位を記録。

## 概要
3人組の音楽グループ、ハミルトン、ジョー・フランク&レイノルズはデビュー・シングル「恋のかけひき（Don't Pull Your Love）」が全米4位を記録し、幸先の良いスタートを切るが、翌1972年にメンバーのトミー・レイノルズが脱退する。1974年、グループはプレイボーイ・レコードと契約。このときすでにアラン・デニソンをメンバーに加えていたが、会社はグループ名を変えないことを望んだため、そのままアルバムの制作に入った。
ダン・ハミルトンは3曲の歌詞の執筆に難渋していた。当時ハミルトンの妻だったアン・ハミルトンが詞のアイデアを出し、採用されたため、本作品と「Winners and Losers」「Love Is」は妻の名も作者としてクレジットされた。
1975年4月、シングルA面として発表。プロデューサーはジム・プライスが務めた。B面の「So Good at Lovin' You」はダン・ハミルトン、ジョー・フランク・カロロ、アラン・デニソンのメンバー3人がプロデューサーを務めた。同年のアルバム『Fallin' in Love』に収録。
同年8月23日付のビルボード・Hot 100で1位を記録。また、ビルボードのイージーリスニング・チャートでも1位を記録。ソウル・チャートで24位を記録し、1975年のビルボード年間チャートの44位を記録した。
ダンス音楽グループのラ・ブーシュ（La Bouche）が1995年にカバーしたバージョンが、ビルボードのホット・ダンス・クラブ・プレイ・チャートの3位を記録した。